# Громов, Виктор Иванович
Виктор Иванович Громов — советский хозяйственный и государственный деятель, лауреат Государственной премии СССР.

## Биография
Родился в 1944 году в Верхней Салде в семье металлурга, кавалера ордена «Знак Почёта» Ивана Громова. Член КПСС.
Окончил металлургический техникум.
В 1962—1991 годах — токарь-карусельщик, бригадир токарей цеха № 21, цеха № 22 Верхнесалдинского металлургического производственного объединения имени В. И. Ленина.
Неопубликованным Постановлением Совета Министров и ЦК КПСС был удостоен Государственной премии СССР.
Народный депутат СССР (1989—1991).. Делегат XXVI съезда КПСС.
В 1991—2012 годах — бригадир токарей, ведущий специалист цеха № 37 ОАО «ВСМПО-АВИСМА».
Живёт в Верхней Салде.

## Награды
- Орден Ленина
- Орден Трудового Красного Знамени